# 아미노트랜스퍼레이스
아미노트랜스퍼레이스(영어: aminotransferase)는 아미노기 화합물에서 아미노산과 알파케토산 사이에 일어나는 일련의 반응에서 촉매 역할을 하는 효소이다. 트랜스아미네이스(영어: transaminase) 또는 아미노기전이효소(–基轉移酵素)라고도 한다. 

## 아스파르트산 아미노트랜스퍼레이스
아스파르트산 아미노트랜스퍼레이스(aspartate aminotransferase)는 아미노산인 아스파르트산과 알파-케토글루타르산(α-ketoglutarate)을 글루탐산과 옥살로아세트산으로 전환시킬 수 있는 효소이다. 옥살아세트산은 포도당신생합성, 시트르산 회로, 지방산 합성에서의 지방산 대사, 요소 회로, 글리옥실산 회로, 아미노산 합성 등에 관여한다.

## 시프 염기
라이신과 피리독살 인산이 결합하는 반응에서 피리독살 인산의 시프 염기는 전자 이동을 조절하여 아미노기를 가져올 수 있다.

## 같이 보기
- 글루탐산 탈수소효소